# コラード・ガルツィオ

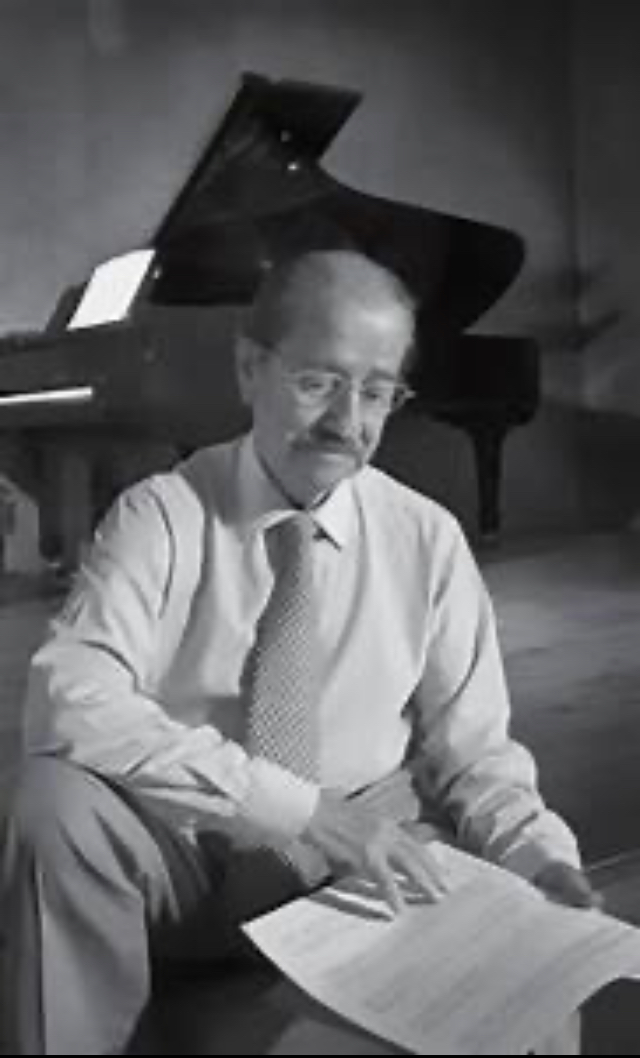
コラード・ガルツィオ

コラード・ガルツィオ（伊: Corrado Galzio, イタリア語発音: [korˈraːdo ˈɡaltsjo]、1919年11月3日 – 2020年4月19日）は、ノート国際音楽祭とカラカスのイタリア音楽院を創設した著名な音楽家、ピアノ奏者である。彼は音楽文化の普及を促進し、イタリア-ベネズエラ間の交流も開始した。ベネズエラでは、芸術家、教師、ラジオやテレビ番組のディレクターとして精力的に活動した。ラテンアメリカにおける室内楽文化の父として広く認知されている。

## 幼少期から出征まで（1919-1947）
コラード・ガルツィオは、バロック様式の建築が残ることでも世界的に有名なユネスコの世界遺産に登録されているシチリア島南部の小さな町ノートに生まれた。幼い頃からノートでマエストロ・ジュゼッペ・スコパの指導を受け、ピアノを学び始める。8歳の時、音楽教育を受けるため、ミラノに移住。その後、ローマのサンタ・チェチーリア音楽院でマエストロ・レンツォ・シルヴェストリの指導を受け、音楽教育を修了した。当時のイタリアでの生活を現す彼が残した芸術は、非常に優れたものであった。ローマラジオ局では、クラシック音楽の生放送番組を初めて企画し、1940年にはピアノ部門でリットリアーレ賞を受賞した。同年、彼は志願して戦地に赴く。

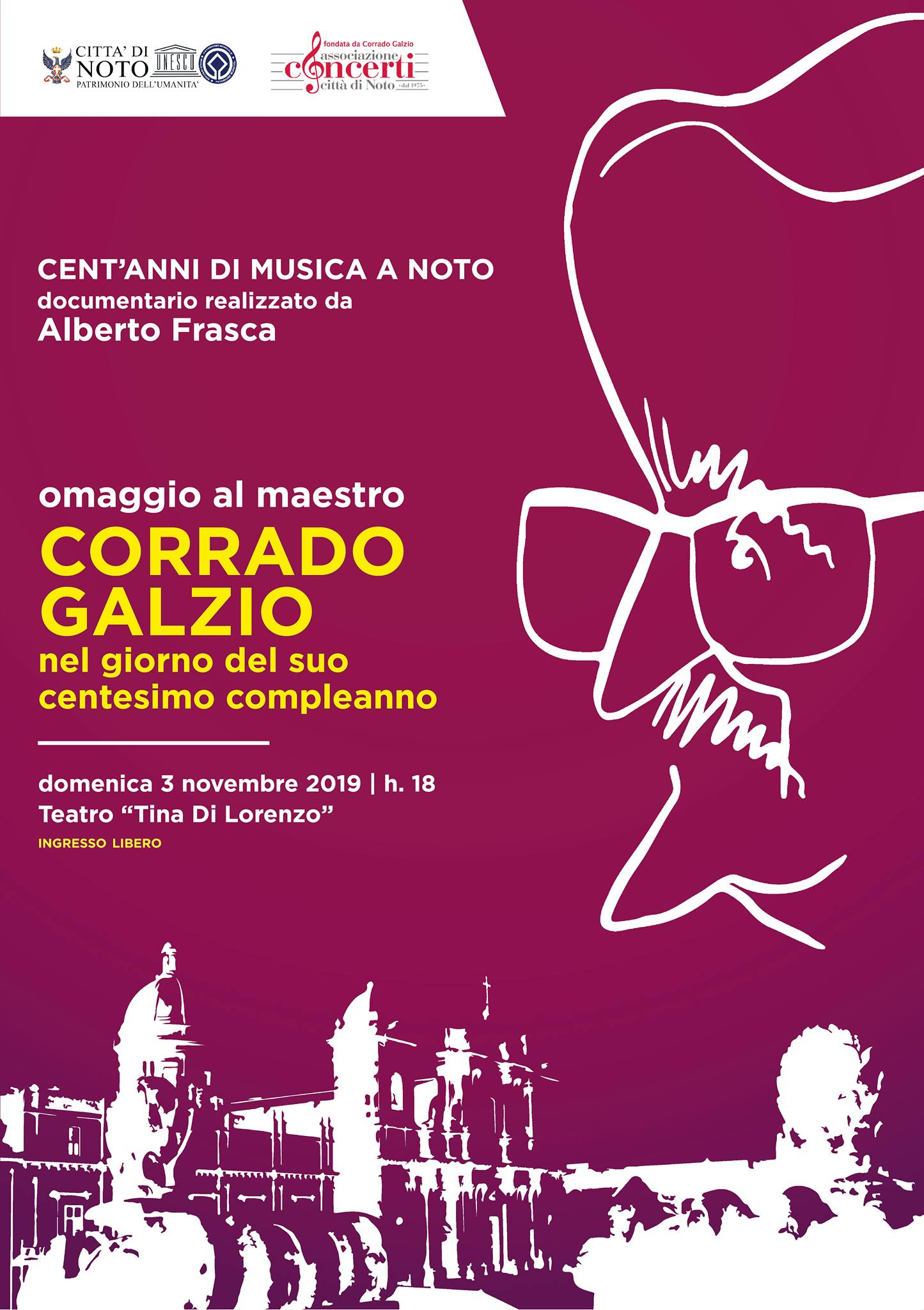
コラード・ガルツィオ生誕100周年記念ポスター

## ベネズエラ期（1947 – 2020）
1947年、ガルツィオはベネズエラに移住する。新しい国における先駆者としての最初の数年間は、熱気に満ちたものであった。マラカイボの音楽アカデミーで教鞭をとり、サンクリストバルでは州立音楽院の院長を務めた。カラカス滞在中、ガルツィオはコンサートや音楽関係者の国際的交流の場として、イタリア音楽院とモンテ・サクロ文化センターを設立した。世界で最も古い音楽機関の一つであるサンタ・チェチーリア・アカデミーの著名なイタリア人の仲間たちも、彼の呼びかけに対し協力した。彼らの協力による演奏によって音楽院は名声を得、これらの音楽家と共にコンサート活動に情熱を傾けた彼は、世界の舞台で活動するようになる。モンテ・サクロ文化センターは、現在もカラカス市立交響楽団の活動を主催している。

1952年、彼はラジオ番組「Temas con Variaciones」 を設立。テレビの出現とともに、最も影響力のある国営テレビチャンネルでも生放送されるようになった。Temas con Variacionesは全国に広まり、マエストロ・ガルツィオが指揮する様々な室内楽のライブコンサートを放送した。また、文化や時事問題に関して、ヨーロッパやアメリカの著名人に対するインタビューも紹介した。ラジオ・キャピタル・カラカスは、現在もTemas con Variacionesを放送しており、アンドレス・ベロ大学のアイナル・ゴヨ・ポンテ教授が編集を担当している。継続的な活動を行い続けた結果、この放送は、この国で最も古く有名な文化の一つとなっている。

## コンサート活動
彼は常に、マエストロ・コラード・ガルティオとして、ラジオへの取り組みやイタリア・ベネズエラにおける多くの音楽機関の運営に関わった。またコンサート活動には強い熱意を持っており、ガスパール・カサド、アントニオ・ヤニグロ、リカルド・オドノポソフ、ディノ・アシオラ、ベルル・セノフスキー、スナ・カン、ウート・ウーギ、コッラード・ロマーノ、ミシェル・ラビン、ロナ・ブラウン、テレーズ・グリーン・コールマン、リーザ・デラ・カーザ、サルヴァトーレ・アッカルド、ルジェーロ・リッチ、クリスチャン・フェラス、ピエール・フルニエなど、国際的に代表される多くの室内楽奏者との共演を果たした。

マエストロ・ガルツィオはサンタ・チェチーリア国立アカデミアの音楽家たちとともに、ガルツィオ四重奏団、アンサンブル、サンタ・セシリア・ソロイスツなど、多くの室内楽団を誕生させた。これらのグループは、トリオ、四重奏曲、五重奏曲、六重奏曲など、様々な室内楽の組み合わせに対応できる自由な構成を特徴としていた。彼はグループと共にヨーロッパ、ラテンアメリカ、南アジア、中東、ソ連、アメリカ、中国をツアーし、観衆と同様、評論家からも高評価を受け、常に大成功を収めた。
コラード・ガルツィオは、ベネズエラの作曲家の作品を広めることに、首尾一貫して取り組んだ。彼のコンサートでは、名高い古典的な演奏曲（バルトーク、ベートーヴェン、ブラームス、ショパン、ドビュッシー、デ・ファリャ、ドニゼッティ、ドヴォルザーク、フォーレ、フランク、グリーグ、グリンカ、グルック、モーツァルト、メンデルスゾーン、プロコフィエフ、ラヴェル、シューベルト、シューマン、ストラヴィンスキー、タルティーニ等）の他にも、ブランカ・エストレラ、レイナルド・アーン、ラゼス・エルナンデス・ロペス、フアン・バウティスタ・プラーサ等、ベネズエラの作曲家の作品を常に取り入れていた。
プリモ・カサーレ、ラファエレ・ゲルバシオ、ニーノ・ロータ、エンリオ・モリコーネ、ステファノ・ソリマ、ジョヴァンニ・フェラウート、ブランカ・エストレーラ等、著名な作曲家がコラード・ガルツィオにオリジナル曲を提供した。

## コンサート協会、国際音楽祭、弦楽学校
ガルツィオは「音楽文化なくして文化はない」との信念の元、1975年にノートコンサート協会を設立した。この協会を設立した背景には、芸術活動の活性化、彼の出身地であるノートの音楽文化の伝統を復活させるという目的があった。夏のノート国際音楽フェスティバル、1年を通して行われるコンサートシーズン、学校や小規模の近郊の村での各種コンサート、音楽教育講座など、彼の取り組みは多岐にわたっている。このフェスティバルは、1975年から今日に至るまで毎年、この都市を訪れる人にとって質の高い文化観光であり、偉大なクラシック音楽を愛する人々の見逃せないイベントとなっている。第45回のフェスティバルには、国際的に有名なアーティストやオーケストラ楽団が参加した。サンタ・チェチーリア・アカデミーからは、ヴィンチェンツォ・マリオッツィ、ウーゴ・ジェンナリーニ、ニコライ・サルペ、アントニオ・サルヴァトーレ、ファウスト・アンゼルモをはじめ、サルヴァトーレ・アッカルド、ブルーノ・カニーノ、アリリオ・ディアス、サン・カン、ラベック姉妹、フランコ・マッジョ・オルメゾウスキー、アントニオ・パッパーノ、ルッジェーロ・リッチ、ウート・ウーギなど、多くのソリストがノートで演奏した。
また、このフェスティバルには、エンニオ・モリコーネ、ルイス・E・バカロフ、ステファノ・ボラニ、ディー・ディー・ブリッジウォーター、パオロ・フレス、リシャール・ガリアーノ、ロザリオ・ジュリアーニ、エンリコ・ラヴァ、ダニーロ・リー、ペッペ・セルヴィロなどの有名なジャズ演奏家や作曲家も参加した。マッシモ劇場のヴィンチェンツォ・ベリーニ管弦楽団、トリノ室内管弦楽団、欧州共同体室内管弦楽団など、イタリアやヨーロッパのオーケストラに加え、ベネズエラのアーティストやオーケストラの多くがこのフェスティバルに参加した。シモン・ボリバル・ユース・オーケストラ・オブ・ベネズエラ、テレサ・カレーニョ・ユース・オーケストラ、カラカス市立交響楽団、ベネズエラ交響楽団、マラカイボ交響楽団などはそのほんの一例であり、マエストロとベネズエラとの間には深い絆があることを示している。
1997年、コラード・ガルツィオは、彼のマエストロであるジュゼッペ・スコパに敬意を表すため、1930年代に設立された弦楽器学校を再生させ、ノート弦楽器学校を設立した。弦楽器学校は、2つのヴァイオリンクラスから構成され、1つはピアノ補奏クラス、もう1つは7歳から12歳までの約50名の少年からなるソプラノクラスで構成された。この学校は完全無料で、マエストロ・ガルツィオが追求する「音楽的リテラシー」がミッションであった。

## 晩年
2006年、86歳になったマエストロは、トルコ、パキスタン、ドイツで、クラリネットのウーゴ・ジェンナリーニ、チェロのフランチェスコ・ソレンティーノ、ヴァイオリンのマリアム・ダル・ドンのアンサンブルで演奏した。初期コンサート活動中にラファエレ・ゲルヴァージオがマエストロに捧げた曲を、音楽祭40周年を記念した2015年に演奏したのが最後となった。
2019年11月3日、彼の生誕100周年を祝う式典が、ノート市とノートコンサート協会主催のもと、ティナ・ディ・ロレンツォ劇場で開催された。イベント中、ノート市長は市の名の下、ピアノ奏者のマエストロで、ノート音楽祭の創始者に敬意を表した。コンサート協会のアルベルト・フラスカ会長はノート100年の音楽の歴史を、マエストロの人生と共に振り返った。イベントは、サルヴァトーレ・アッカルド、ウート・ウーギ、エンニオ・モリコーネによるビデオメッセージ、 サンタ・チェチーリア国立アカデミアの巨匠達、ツアー仲間、在イタリア・ベネズエラ大使館による賛辞の朗読で幕を閉じた。
コラード・ガルツィオは、2020年4月19日、故郷シチリアのノートで死去 。
彼が100年の人生で伝えた大きな音楽遺産を後世に伝えるため、コラード・ボンファンティ市長の主導のもと、コラード・ガルツィオはノート音楽学校に祀られた。
情に満ちた追卓として、イタリアとベネズエラで記事が出版された 。
ラジオ番組「Tema con variaciones」は、彼の音楽活動を紹介する特集を放送した。

## 受賞歴
イタリア共和国の騎士、1956年受賞
ノート市オレアンドロ・ドーロ、1997年
イタリアネルモンド、1998年受賞
ノート優秀賞、2015年
ベネズエラの文化発展への貢献に対しアンドレス・ベロ賞（1978年、1995年）を受賞。

フランシスコ・デ・ミランダ勲章。ベネズエラ発展への貢献を認める。
ポーランドの文化と芸術の普及に貢献したとして、ポーランド人民共和国より「メリテ文化勲章」を授与される。

## ディスコグラフィー
ガルツィオの作品は、彼のレーベルのウェブサイトから無料で聴くことができる。 https://www.italiamondocultura.com/discografia-collezione/

### 有名な作品
| リリース年 | 題名                                                                                                  | Label                    | Type | Notes |
| ---------- | --- | ------------------------ | ---- | --- |
| 2005年     | カルテットット・ガルツィオ・ディ・カラカス - ブラームス、フォーレ                                     | イタリアモンドカルチャー | CD   | コペンハーゲン、1976年5月20日 - コラード ガルツィオ (ピアノ) - オラフ・イルズニス (ヴァイオリン) - マリオ・メスコリ (ヴィオラ) - アントニエッタ・フランツォーザ (チェロ) - 風刺画家RAS (エドゥアルド・ロブレス・ピケル)による風刺画。 |
| 2006年     | スナ・カン＆コラード・ガルツィオ ブラハム、グリーグ、バルトーク、ドヴォルザーク                       | イタリアモンドカルチャー | CD   | ライブ1983、メッシーナ |
| 2006年     | サルヴァトーレ・アカルド＆コラード・ガルツィオ：シューマン、シューベルト、モーツァルト                | フォネ                   | CD   | ライブ録音 カラカス 1973年11月17日 |
| 2014年     | アカルド - ガルツィオの協奏曲 タルティーニ シューマン ブラームス ラヴェル・ウィーニアフスキ・ディニク | イタリアモンドカルチャー | CD   | ライブ録音 ピエーヴェ・ア・エリチ（ルッカ） 1972年9月7日＆フィレンツェ 1972年9月10日 |

## 功績
コラド・ガルツィオは、ベネズエラでの最初の年から、悲劇的な第二次世界大戦の後にラテンアメリカの国に移住した前衛芸術家のグループの一人だった。その中には、画家で彫刻家のジョルジョ・ゴリ、チェコの画家ギレルモ・ハイター、イタリアの作曲家プリモ・カサーレ、イタリアの建築家グラツィアーノ・ガスパリーニ、スペインの建築家で風刺画家のエドゥアルド・ロブレス・ピケル（美術界ではRASとして知られている）などが含まれていた。ヨーロッパの芸術家の移民は、ベネズエラのマルコス・ペレス・ヒメネス大統領の文化的政策であり、現在においてもベネズエラの主要機関を形作っている。
今日、ベネズエラは世界でも主要なクラシック音楽機関を有している 。1960年代以降、地方自治体、州、および国際レベルで誕生した多数のオーケストラが含まれる。  ガルツィオはその活動期間中、ベネズエラやヨーロッパの著名な団体と協力して、エル・システマのオーケストラやその他のプログラムから才能のある者を選び出し、ヨーロッパやラテンアメリカの一流の音楽団体に紹介するために、たゆまぬ努力を重ねた。